# カテリナ・マレーバ
カテリナ・マレーバ（Katerina Maleeva, ブルガリア語: Катерина Малеева, 1969年5月7日 - ）は、ブルガリア・ソフィア出身の元女子プロテニス選手。姉妹プロテニス選手として有名な「マレーバ3姉妹」（マニュエラ、カテリナ、マグダレナ）の次女である。シングルス自己最高ランキングは6位。WTAツアー通算でシングルス11勝、ダブルス2勝を挙げた。身長168cm、体重55kg。右利き、バックハンド・ストロークは両手打ち。

## 来歴
マレーバの家族は、母親がブルガリアの国内テニス選手権で9度優勝するほどの名選手で、父親はバスケットボールのブルガリア・ナショナル・チームでプレーした経歴を持つ、スポーツの名門一家だった。その環境の中でマレーバ3姉妹はテニスに親しみ、カテリナも自然にテニスを始めた。1984年に15歳でプロ入り。1985年にツアーで年間2勝を挙げ、当時は年末開催だった全豪オープンで4回戦進出を果たす。1987年に日本の「ジャパン・オープン」で初優勝。1988年の全米オープンで、カテリナは姉のマニュエラと一緒に、姉妹2人が揃ってベスト8入りした。末の妹マグダレナは1989年4月にプロ入りする。
1990年にカテリナは4大大会において、全豪オープン・全仏オープン・ウィンブルドンの3大会連続で準々決勝に進出した。同年の全仏オープンでは姉のマニュエラもベスト8に入り、姉妹のテニス経歴では2度目となったほか、末の妹マグダレナも4大大会初出場の資格を得たため（3回戦まで進出）、初めて3姉妹がテニス界に顔を揃えた大会でもあった。
1993年には「マレーバ3姉妹」の3人全員が全豪オープン・全仏オープン・ウィンブルドンの3大会連続で4大大会のシード選手に入った。当時の4大大会の組み合わせ抽選では、世界ランキング上位16名が「シード選手」の資格を得られたが、この時期は3人とも世界ランキング16位以内に入ったのである。同年の全米オープンでは3人姉妹全員が4回戦に進出し、次女カテリナは準々決勝へ、長女マニュエラは準決勝へ進出した。その後、長女マニュエラは1994年2月に世界ランキング9位で現役を引退した。
マニュエラの引退後、カテリナは1994年の全米オープン女子ダブルスでロビン・ホワイト（アメリカ）とペアを組んで準優勝した。同年11月にカナダ・ケベックシティの大会で3年ぶりの女子ツアーシングルス優勝を果たし、通算「11勝目」を挙げる。これがカテリナの最後のシングルス優勝となった。その後カテリナのテニス成績は急降下し、1996年11月にロシア・モスクワで行われた「クレムリン・カップ」を最後に27歳で現役を引退した。